# 中山元親
中山 元親（なかやま もとちか）は、安土桃山時代から江戸時代前期にかけての日本の公卿。中山家16代当主。

## 生涯
中山慶親の子として生まれる。
慶長16年4月29日（1611年6月10日）、元服し昇殿が許される。同日従五位上・侍従に任じられる。寛永4年（1627年）、参議となり公卿入りを果たす。
寛永16年（1639年）に薨去した。享年47歳。法号は光林院観月梵空。権大納言任官の3日後のことであった。

## 系譜
- 父：中山慶親
- 母：有馬則頼の娘
- 妻：不詳
  - 男子：中山英親（1627 - 1674）

## 官歴
- 慶長2年1月5日（1597年2月21日）、従五位下
- 慶長16年4月29日（1611年6月10日）、従五位上・侍従
- 慶長18年12月2日（1614年1月11日）、左近衛少将
- 慶長20年1月5日（1615年2月2日）、正五位下
- 元和3年1月5日（1617年2月10日）、従四位下
- 元和5年12月25日（1620年1月29日）、従四位上
- 元和9年1月5日（1623年2月4日）、正四位下
- 寛永3年8月10日（1626年9月30日）、左近衛中将へ転任、蔵人頭に補任
- 寛永3年12月9日（1627年1月26日）、正四位上
- 寛永4年1月18日（1627年3月5日）、蔵人頭辞任
- 寛永4年1月29日（1627年3月16日）、参議、左近衛中将は如元
- 寛永5年1月6日（1628年2月10日）、従三位
- 寛永8年1月6日（1631年2月6日）、正三位
- 寛永8年12月24日（1632年2月14日）、権中納言
- 寛永16年8月23日（1639年9月20日）、権大納言